# 3543 Ningbo
3543 Ningbo (1964 VA3) là một tiểu hành tinh trong vành đai tiểu hành tinh được phát hiện bởi Đài thiên văn Tử Kim Sơn ở Nam Kinh, Trung Quốc ngày 11 tháng 11 năm 1964. Thiên thạch được theo tên của cảng Ninh Ba, một cảng lâu đời ở Chiết Giang, Trung Quốc.

## Liên kết ngoài

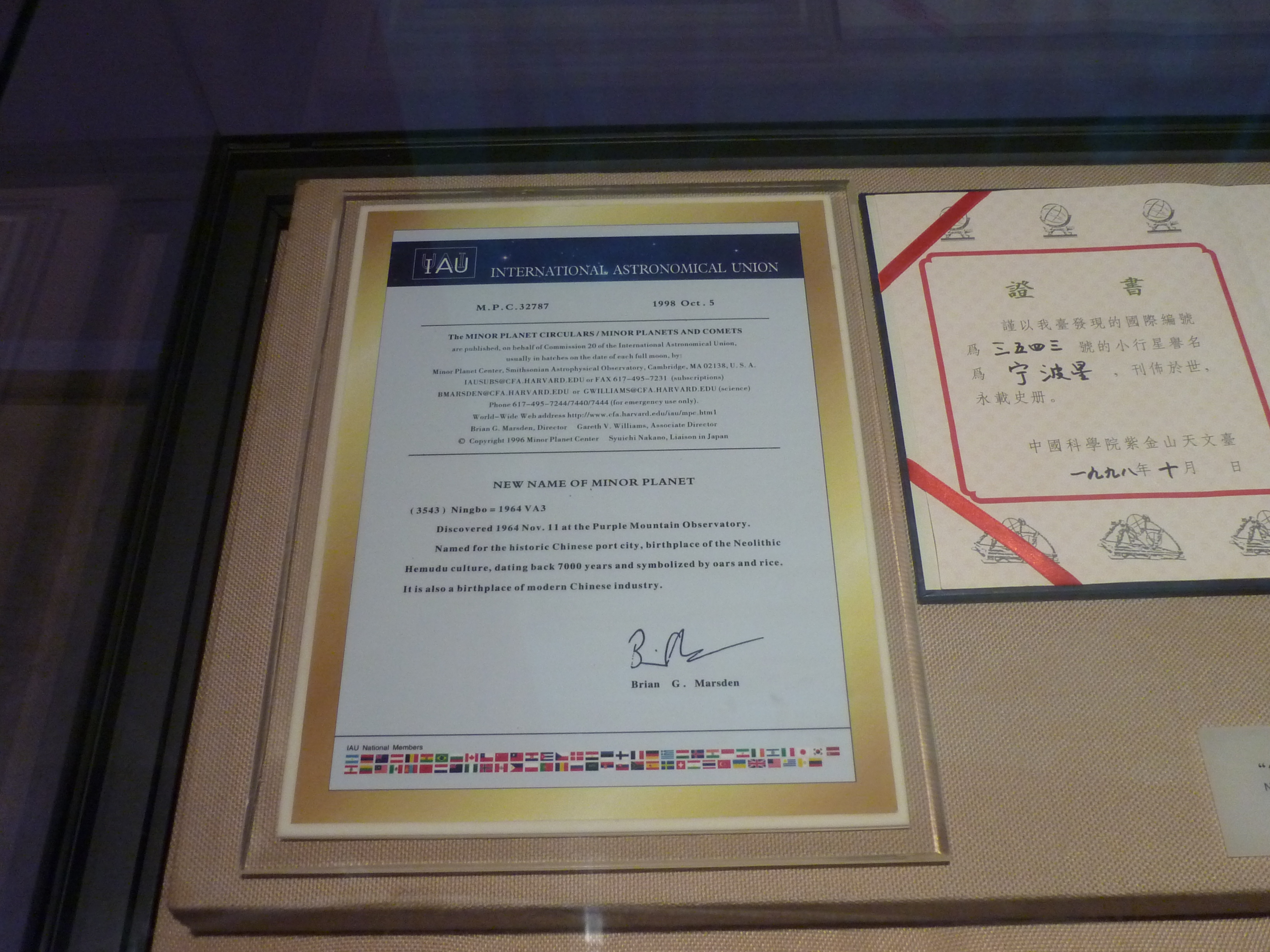
Giấy chứng nhận tiểu hành tinh của 3543 Ningbo